# Damian Tomczyk
Damian Jerzy Tomczyk (ur. 1942, Podłęże Szlacheckie, obecnie powiat Kłobuck, woj. śląskie, zm. 19 września 2013) – historyk, profesor zwyczajny (doktor habilitowany nauk humanistycznych), starszy kustosz muzealny, podpułkownik w st. spocz.

## Życiorys
Maturę (1960) uzyskał w Liceum Ogólnokształcącym (LO) w Niemodlinie (woj. opolskie). Studia na Uniwersytecie Wrocławskim, magisterium z historii (1965) – pod kierunkiem prof. Mariana Haisiga. Nauczyciel historii w LO w Głogowie (1965–1966). Oficer zawodowy w Wojsku Polskim (1966–1973) m.in. jako wykładowca historii wojen i wojska w Wyższej Szkole Oficerskiej Wojsk Lądowych we Wrocławiu (nazwa dzisiejsza). Doktorat (1971) również pod kier. prof. Haisiga („Pieczęcie górnośląskich cechów rzemieślniczych z XV–XVIII w. i ich znaczenie historyczne”). Od 1973 (zwolnienie ze służby w wojsku na własną prośbę) praca naukowa w Instytucie Śląskim w Opolu: do 1992 w Zakładzie Historii jako adiunkt i docent (1990–1992) z przerwą na lata 1979–1981 (funkcja dyrektora Centralnego Muzeum Jeńców Wojennych w Łambinowicach-Opolu). Habilitacja w zakresie historii najnowszej Polski – 1989. 1993–2002 profesor nadzwyczajny WSP (później Akademii im. Jana Długosza) w Częstochowie. Profesor tytularny nauk humanistycznych – 2002. Od 2004 – profesor zwyczajny. W latach 1992–2007 (emerytura) i do chwili obecnej – profesor w Akademii im. Jana Długosza (w różnych okresach zastępca dyrektora instytutu i kierownik zakładu).

## Specjalności naukowe
Historia Śląska i dzieje najnowsze Śląska; historia gospodarcza Śląska w epoce feudalnej; dzieje wsi i oświaty na Śląsku; dzieje najnowsze Śląska (zwłaszcza Śląska Opolskiego) ze szczególnym uwzględnieniem wydarzeń wojennych 1939–1945 na ziemi opolskiej; historia wojen i wojska; biografistyka, w tym losy najmłodszych w dziejach wojen jeńców wojennych – młodocianych powstańców warszawskich więzionych w Stalagu 344 Lamsdorf (Łambinowice); sfragistyka i heraldyka. Zajmuje się także dziejami regionu częstochowskiego, skąd pochodzi (pogranicze polsko-niemieckie w czasie II RP, m.in. zagadnienie granicy państwowej – graniczna rzeka Liswarta; udział mieszkańców w powstaniach śląskich, wybuch II wojny światowej).

## Dorobek publikacyjny
Około 1000 pozycji bibliograficznych, w tym: 16 książek (6 współautorskich) i 3 redagowane; 163 rozprawy, artykuły naukowe, referaty i komunikaty; 121 haseł encyklopedycznych i biogramów (w tym 92 hasła w „Encyklopedii Powstań Śląskich”); 109 tekstów popularnonaukowych; ponad 500 innych publikacji prasowych; 16 wywiadów; 6 recenzji i omówień. Członek kolegium red. „Łambinowickiego Rocznika Muzealnego. Jeńcy Wojenni w Niewoli Wehrmachtu”; stały współpracownik red. „Nowego Biuletynu Szkolnego”. Stale publikuje w „Biuletynie Informacyjnym AKOWIEC” Światowego Związku Żołnierzy Armii Krajowej, Koła w Opolu.

## Inna współpraca
Brał udział w realizacji programów Departamentu Wychowania i Promocji Obronności Ministerstwa Obrony Narodowej pn. „Tradycja zobowiązuje” i „Żołnierska pamięć”. Współpracował ze środowiskami kombatanckimi (m.in. powstańców warszawskich), oświatowymi i samorządowymi Niemodlina oraz gminy Przystajń (pow. kłobucki). Środowiska te nadały mu: tytuł „Honorowego Obywatela Gminy Przystajń” (2009); tytuł „Zasłużony dla Ziemi Niemodlińskiej” (2009) i tytuł „Honorowy Obywatel Miasta Korfantowa” (2010).

## Członkostwo w organizacjach społecznych
Wojewódzkiego Obywatelskiego Komitetu Ochrony Pomników Walk i Męczeństwa w Opolu (1979–1981); Okręgowej Komisji Badania Zbrodni Hitlerowskich w Opolu i w Katowicach (1973–1985; 1985–1996); Okręgowej Komisji Badania Zbrodni przeciwko Narodowi Polskiemu w Opolu (1996–2000); Opolskiego Towarzystwa Przyjaciół Nauk (od 1973); Komisji Historycznej Oddziału Polskiej Akademii Nauk w Katowicach (od 1987); Związku Byłych Żołnierzy Zawodowych i Oficerów Rezerwy (od 1982, przew. Komisji Historycznej 1985–1990); Komisji Upowszechniania Polskich Tradycji Kombatanckich przy Opolskim Wojewódzkim Zarządzie Związku Kombatantów Rzeczypospolitej Polskiej i Byłych Więźniów Politycznych; Związku Oficerów Rezerwy RP im. Marszałka Józefa Piłsudskiego w Opolu; Honorowego Stowarzyszenia Brygadierów 10 Sudeckiej Dywizji Zmechanizowanej.

## Odznaczenia i wyróżnienia
Złoty Krzyż Zasługi; Medal Komisji Edukacji Narodowej; Złoty Medal Opiekuna Miejsc Pamięci Narodowej; Medal Złoty za Długoletnią Służbę; Odznakę „Za Zasługi dla Miasta Opola”; Odznakę „Za Zasługi dla Województwa Opolskiego” (2010); Nagrodę Wojewódzkiej Rady Narodowej w Opolu I st. (za wybitne osiągnięcia w działalności zawodowej i społecznej na rzecz rozwoju woj. opolskiego, 1985); Nagrodę im. Alfreda Fiderkiewicza II st. (za książkę „Nieletni powstańcy warszawscy w niewoli Wehrmachtu”, 1987);
Jako pierwszy otrzymał prestiżowy Medal Pamiątkowy Zgrupowania AK „Chrobry II” (2004 – „[…] za całokształt pracy w utrwalaniu pamięci o uczestnikach Powstania Warszawskiego 1944 r. […] i Zgrupowania AK Chrobry II”) oraz list gratulacyjny prezesa ZG Związku Powstańców Warszawskich gen. Z. Ścibora-Rylskiego („za działalność na rzecz kształcenia postaw patriotycznych wśród nauczycieli i młodzieży studenckiej”).

Ponadto: pamiątkowy Krzyż „Czyn Frontowy 1. i 2. Armii Wojska Polskiego 1943–1945” (2009): Krzyż Obrońców Kresów Wschodnich; Krzyż Czynu Zbrojnego Polskiej Samoobrony na Kresach Wschodnich Rzeczypospolitej Polskiej (2010): Odznakę – Komandorium MISSIO RECONCILIATIONIS Ogólnopolskiego Stowarzyszenia Społecznego Misja Pojednania (2009); Honorowy Kombatancki Krzyż Pamiątkowy „Zwycięzcom 1945” (2010); Odznakę Związku Kombatantów RP i Byłych Więźniów Politycznych (2008); Odznakę Honorową „Za Zasługi dla Związku Inwalidów Wojennych RP” (2010); Ryngraf Pamiątkowy 10 Opolskiej Brygady Logistycznej im. płk. Piotra Wysockiego (2009); Srebrną i Złotą Odznakę „Za Zasługi dla Ligi Obrony Kraju”; Złotą Odznakę „Za Zasługi dla ZHP”.

## Szczególniejsze osiągnięcia naukowe
Jako pierwszy zwrócił uwagę na potrzebę przesunięcia rzeczywistego terminu rozpoczęcia II wojny światowej z godziny 4,45 rano 1 września (Westerplatte) na czas około północy z 31 sierpnia na 1 września, kiedy to wojska niemieckie (oddziały rozpoznawcze i saperzy) bez walki przekroczyły graniczną rzekę Liswartę w rejonie Krzepic w powiecie częstochowskim – przed wyprowadzeniem z ziem Śląska Opolskiego generalnego natarcia Wehrmachtu.

Obalił jeden z mitów, jakoby podczas forsowania Odry w rejonie Mikolina i Skorogoszczy (Opolskie) poległo aż 40 tys. czerwonoarmistów (poległo ich bowiem ok. 400). Podobnie obalił mit o ogromnych frontowych zniszczeniach miasta Niemodlina.
Jako pierwszy wskazywał na straty ludności cywilnej w wyniku alianckich bombardowań zakładów produkcji benzyny syntetycznej w Blachowni Śl. i Zdzieszowicach (Opolskie), a także bombardowań Opola.

## Wybrane publikacje
- Przełamanie linii Odry w 1945 r. przez Armię Radziecką na Śląsku Opolskim, 1976.
- Śląsk Opolski – 1945: militarne i polityczne problemy wyzwolenia, 1989.
- Najmłodsi jeńcy w historii wojen, Opole, 1993 – o młodocianych powstańcach warszawskich przetrzymywanych w Stalagu 344 w Łambinowicach.
- Niegdyś młodzież, dzisiaj chluba. Losy absolwentów Liceum Ogólnokształcącego w Niemodlinie 1949–2009, Opole, 2011.